# Rosemarie Marschner
Rosemarie Marschner (* 1944 in Wels) ist eine österreichische Journalistin und Autorin.

## Leben und Wirken
Zunächst arbeitete sie als Lehrerin für Deutsch und Englisch an mehreren österreichischen Schulen und daneben als Feuilletonistin und Hörspielautorin. Seit den frühen 1970er-Jahren lebt und arbeitet sie in Düsseldorf.
Ihre Themen sind von ihren persönlichen Interessen inspiriert. Schwerpunkte sind historische Romane und Romanbiographien. Das Bücherzimmer und der Nachfolgeroman Das Jagdhaus spielen im Raum Linz und Oberösterreich in der Zeit vor und während des Zweiten Weltkrieges bis Kriegsende. Das Wissen der Autorin basiert auf Erinnerungen ihrer Großmutter, der sie in der Figur der Marie in beiden Büchern breiten, allerdings nur teilweise biografischen Raum gibt.

## Mitgliedschaften
- Mitglied der österreichischen Gesellschaft Düsseldorf e.V.
- Mitglied von Soroptimist International, Club Haan[2]

## Veröffentlichungen
- Melly. Ullstein, Frankfurt 1989, ISBN 3-550-06293-1. Marschner schreibt sich hier ihre Kindheit in und bei Wels von der Seele.
- Im Glanz der Siege. . Amalthea, München 1994, ISBN 3-85002-361-3. Ein „Roman um Prinz Eugen“
als Taschenbuch unter dem Titel Der Sohn der Italienerin. dtv, München 1996, ISBN 3-423-12160-2.
- Nacht der Engel. dtv Dt. Taschenbuch-Verlag, München 1998, ISBN 3-423-20897-X. Italien zur Zeit der Renaissance. Zum 500. Todestag von Savonarola
- Die Insel am Rande der Welt. dtv, 2000 München, ISBN 3-423-24231-0 Roman über die letzten Jahre Napoleons: der Niedergang des einst mächtigsten Mannes Europas, dem es dennoch gelungen ist, sich seine eigene Legende zu schaffen.
- Das Bücherzimmer. dtv, München 2004, ISBN 3-423-24403-8.
- Das Jagdhaus. dtv, 2005 München, ISBN 3-423-24501-8.
- Zu Ehren des Königs. dtv, München 2009, ISBN 978-3-423-24759-7 Rund um Nicolas Fouquet und den jugendlichen Ludwig XIV.
- Das Mädchen am Klavier, dtv, München 2013, ISBN 978-3-423-24944-7
- Good Morning, Mr. Mendelssohn, dtv, München, 2017, ISBN 978-3-423-26142-5.
- Clara Schumann -Tochter der Musik, Roman, dtv, München 2021,  ISBN 978-3-423-28284-0